# Todesottern
Die Todesottern (Acanthophis) sind eine Gattung der Giftnattern, die mit acht Arten in Australien und Neuguinea verbreitet ist.

## Merkmale
Allgemein betrachtet haben die Todesottern eine gedrungene und kompakte Körperform mit einem kurzen Schwanz und kurzem, kantigem Kopf, sie ähneln also sehr stark einer typischen Viper. Weitere Merkmale, die auch auf viele Vipern zutreffen, sind die je nach dem schwach oder stark gekielten Schuppen, größere und aufgerichtete Schuppen über dem Auge sowie vertikale und oval geformte Pupillen. Generell sind die Giftzähne der Giftnattern relativ kurz und unbeweglich, wohingegen Todesottern über vergleichsweise lange und bewegliche Giftzähne verfügen. Trotz der enormen Ähnlichkeiten zu den Vipern handelt es sich bei ihnen um echte Giftnattern. Der Körper ist bei allen Arten tarnfarben und wird zum Teil durch Querbalken, Punkte und Bänder, die sich von der Grundfärbung hervorheben, gezeichnet. Die Schwanzspitze ist abgeflacht und kann kontrastreich gefärbt sein. Todesottern erreichen in Abhängigkeit von der Art zwischen 30 und knapp 100 cm Gesamtlänge.

## Vorkommen
Das Verbreitungsgebiet der Todesottern reicht über den größten Teil von Australien, Neuguinea und den Osten des indonesischen Archipels. Insgesamt besiedeln sie vielfältige Lebensräume, die Palette reicht von Sand-, Stein-, Geröll- und Halbwüsten über lichte Baumbestände, kultivierte Gärten und Plantagen bis hin zu tropischen Regenwäldern. Im Gebirge dringen dabei einige Arten in Höhen von über 1.800 Metern über NN vor. Oft sind Todesottern in direkter Nähe zu menschlichen Behausungen zu beobachten.

## Lebensweise
Todesottern sind dämmerungs- und nachtaktiv. Am Tage halten sie sich sehr versteckt, wobei je nach Lebensraum unterschiedliche Verstecke in Betracht kommen. Man kann sie zwischen vertrockneten Gräsern, Grasbulten, Sträuchern und Wurzeln, unter Baumstämmen, Steinen und im Garten oder auf Plantagen und Farmen beispielsweise auch in Scheunen, unter Blechen oder an anderen, schattig-kühlen Orten auffinden. Bevor sie nachts aktiv werden und auf Nahrungssuche gehen, kann man sie gelegentlich am Abend beobachten, wenn sie sich in den letzten Sonnenstrahlen nochmal für die Nacht aufwärmen. Todesottern sind bodenbewohnende Schlangen. Die Bezeichnung „Todesotter“ ist wohl als falsche Übersetzung zu deuten. Die frühen Siedler bezeichneten die Schlangen als „deaf adder“, was wörtlich übersetzt „taube Otter“ bedeutet und auf das Verhalten bezogen ist, da die Todesottern im Gegensatz zu vielen anderen australischen Schlangen bei Annäherung verharrten und nicht flüchteten. Man ging davon aus, die Schlangen seien taub. Heute ist bekannt, dass keine Schlange Schall über die Luft wahrnehmen kann, wohl aber Erschütterungen über den Boden. Dennoch kann der Biss aller Spezies der Todesottern tödlich enden.

### Ernährung
Todesottern haben eine interessante Strategie entwickelt, um Beute anzulocken. Ihre Schwanzspitze ist abgeflacht und bei einigen Arten im Gegensatz zum tarnenden Körper bunt gefärbt. Um Beute anzulocken, wackelt sie mit der Schwanzspitze hin und her, um somit einen Wurm oder ähnliches zu imitieren, also ein potentielles Beutetier für Agamen und andere Reptilien oder Vögel. Liegt eine Todesotter auf einem entsprechenden Untergrund, nimmt eine Agame nur die Schwanzspitze der Schlange wahr. Diese Methode ist unter den Giftnattern einzigartig. Ist das Tier auf den Trick hereingefallen und versucht sich den scheinbaren Wurm zu holen, schnappt die Todesotter zu. Sie injiziert ihr Gift, um die Beute zu lähmen und anschließend in einem Stück hinabzuschlingen. Todesottern gehen durchaus auch aktiv auf Beutesuche. Zu ihrem Beutespektrum zählen Kleinsäuger wie Hausmäuse, Froschlurche und vor allem allerlei Echsen.

### Fortpflanzung
Wie viele nordaustralische Giftnattern sind auch die Todesottern ei-lebendgebärend (ovovivipar), das heißt, es werden zwar Eier gebildet, die Jungschlangen schlüpfen aber bereits im Mutterleib aus den dünnen Eihüllen. Je nach Art kann die Größe des Wurfes zwischen 10 und 20 Jungschlangen betragen. In Gefangenschaft beträgt die Lebenserwartung der Todesottern bis etwa zehn Jahre, in der Natur wird dieses Alter wohl nicht erreicht.

## Schlangengift
Aufgrund des starken und rasch wirkenden Giftes und der Trägheit der Todesottern sind sie für einen hohen Anteil der schwerwiegenden Schlangenbisse in Australien verantwortlich. Vor allem das postsynaptisch wirkende Nervengift (Neurotoxin) der etwa 80 Zentimeter langen Todesotter (Acanthophis antarcticus) ist äußerst wirksam und etwa 50 Prozent der unbehandelten Bisse sind auch für den Menschen aufgrund der induzierten Atemlähmung tödlich. Die Letale Dosis liegt im Mittel bei 0,4 mg je Kilogramm Körpergewicht bei einer Maus. Bis vor wenigen Jahrzehnten sind jährlich viele Menschen an den Folgen der Bisse durch Todesottern gestorben, seit dem Bestehen von wirksamen Gegengiften sind die Todesfälle nach einem Biss stark zurückgegangen. Neben speziellen Antiseren ist auch eine Behandlung mit Medikamenten wie Neostigmin möglich, außerdem muss die Atmung künstlich unterstützt werden.

## Arten
Es werden folgende 8 Arten verzeichnet:
- Acanthophis antarcticus (Shaw & Nodder, 1802)
- Acanthophis cryptamydros Maddock, Ellis, Doughty, Smith & Wüster, 2015[3]
- Acanthophis hawkei Wells & Wellington, 1985
- Acanthophis laevis Macleay, 1877
- Acanthophis praelongus Ramsay, 1877
- Acanthophis pyrrhus Boulenger, 1898
- Acanthophis rugosus Loveridge, 1948
- Acanthophis wellsi Hoser, 1998